# Saparewa Banja

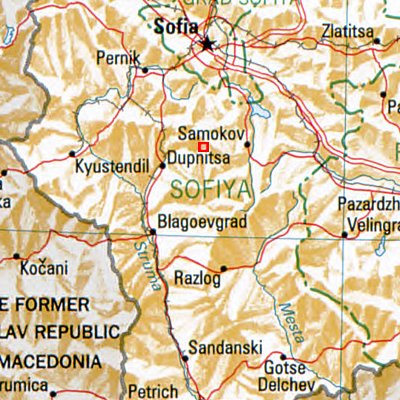
Saparewa Banja (rotes Viereck) – Bulgarien – Nachbarorte: Samokow, Dupniza, Kjustendil, Pernik, Sofia, Slatiza, Blagoewgrad, Raslog

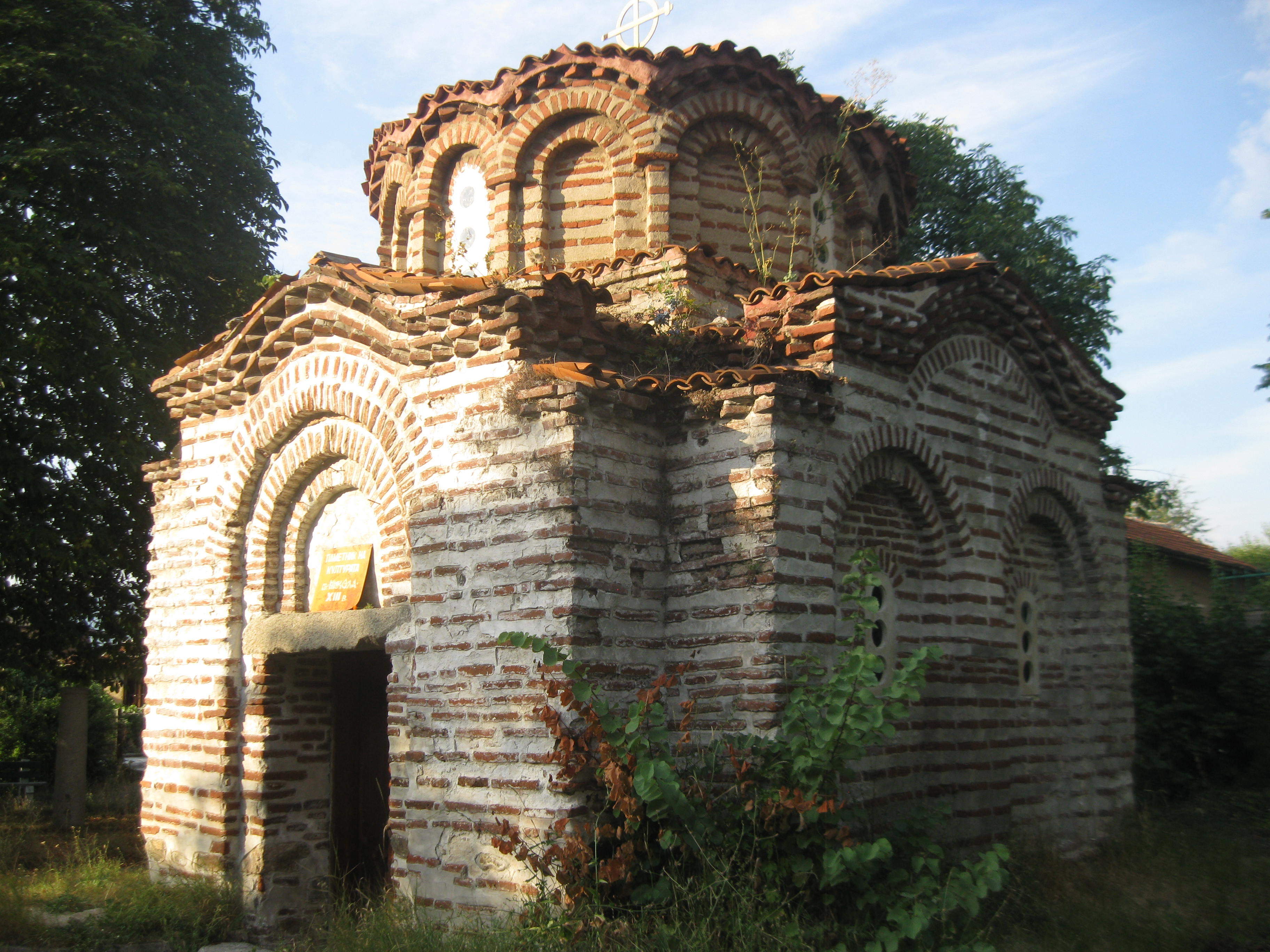
Kirche "St. Nikolaus"

Saparewa Banja [sɐpɐˈrɛvɐ ˈbanjɐ] (bulgarisch Сапарева баня; in der Antike Germania) ist eine Stadt im Südwesten von Bulgarien und administratives Zentrum der gleichnamigen Gemeinde.

## Lage
Die Stadt liegt 45 km südlich von Sofia in der Oblast Kjustendil an einem Nordhang des Rila-Gebirges.
Bekannt ist Saparewa Banja für den einzigen aktiven Geysir in Südosteuropa und sein 103 °C heißes, schwefelhaltiges Heilwasser mit hohen Anteilen an Eisen, Mangan und Calcium. Diese Mineralwasserquelle ist die heißeste in Bulgarien.
Saparewa Banja steht auf dem Gebiet, auf dem in römischer bzw. oströmischer/byzantinischer Zeit die Stadt Germania stand. In dieser wurde Belisar, Feldherr unter Justinian I. und Sieger über Vandalen und Goten, geboren.

## Söhne und Töchter der Stadt
- Belisar (500/505–565), oströmischer General und Feldherr des Kaisers Justinian
- Ilijan Penew (* 1987), Biathlet
- Jordan Tschutschuganow (* 1996), Skilangläufer